# マリア (小ヤコブとヨセの母)
小ヤコブとヨセの母マリアは新約聖書『マルコによる福音書』 <15章40、47節> 、『マタイによる福音書』 <27章56、61節> 、<28章1節> に登場し、マグダラのマリアらとともにイエス磔刑の場を見守り、安息日が明ける日の早朝に墓を訪ねた女性たちのうちの一人である。
共観福音書中の登場箇所によって、ヤコブとヨセフの母、小ヤコブとヨセの母、ヤコブの母など複数の呼び方で呼ばれているが（いずれも新共同訳）、これらは文脈から同一人物と思われる。ヨハネによる福音書にはこれらの呼び方では登場しない。
「小ヤコブ」や「ヨセ」またはヨセフがどの人物であるかは定かでない。『レクラム版　聖書人名小事典』ではアルファイの子ヤコブと小ヤコブは別人物であろうとしている。